# آرش کیخسروی
آرش کیخسروی (زادهٔ ۱۳۵۳) فعال سیاسی و وکیل و فعال حقوق بشر ایرانی است. وی همچنین عضو حزب پان ایرانیست است.

## بازداشت‌ها

### بازداشت در ۱۳۹۷
وی در تاریخ ۲۷ مرداد ۱۳۹۷ به ۶ سال حبس محکوم شد. اما پس از مدتی با قرار وثیقه آزاد شد. سر انجام پس از گذشت حدود یک سال، کیخسروی و قاسم شعله‌سعدی که با هم روانه زندان شده بودند، با ارائه دفاعیات خود تبرئه شدند.
همچنین بار دیگر همراه با مصطفی نیلی، آرش، محمدرضا فقیهی، مریم افرافراز و لیلا حیدری، وکلای دادگستری، و مهدی محمودیان فعال اصلاح‌طلب روز ۲۳ مرداد۱۴۰۰ در دفتر انجمن حمایت از حقوق شهروندی در تهران توسط مأموران امنیتی بازداشت شدند و پس از مدتی سه نفر از آن‌ها یعنی محمدرضا فقیهی، مریم افرافراز   به‌طور موقت آزاد شدند.
ذبیح‌الله خداییان، سخنگوی قوه قضائیه جمهوری اسلامی، روز ۹ شهریور اتهام بازداشت‌شدگان را «اخلال در نظم» و برخی جرایم علیه امنیت ملی اعلام کرد. اما به گفته منابع غیر وابسته به حکومت این افراد در حال تنظیم دادخواستی برای شکایت رسمی و قانونی از رهبر جمهوری اسلامی و دیگر مسولین به دلیل سوءمدیریت در بحران کرونا و از از دست رفتن جان هزاران تن از ایرانیان به واسطه فتوای حرام بودن واکسن‌های غربی توسط سید علی خامنه‌ای و عدم واردات این واکسن‌ها بودند. این گروه به خاطر این اقدام به دادخواهی در شبکه‌های اجتماعی و رسانه‌ها به «دادخواهان سلامت» معروف شدند.

### بیانیه حزب پان ایرانیست
حزب پان ایرانیست در واکنش به بازداشت شدن آرش کیخسروی بیانیه‌ای صادر کرد:
در مورخه ۲۷ امرداد، آرش کیخسروی وکیل ایران‌خواه و شجاع در اعتراض به کنوانسیون دریاچه کاسپین که خلاف منافع ایران تنظیم شده بود؛ مقابل مجلس بازداشت شد؛ اکنون یک ماه از بازداشت این وکیل وطن‌پرست می‌گذرد.
حزب پان ایرانیست ضمن محکوم کردن اقدام دستگاه امنیتی و قضایی در زیر پا گذاشتن حقوق شهروندی، نسبت به هرگونه پرونده سازی برای این وکیل و فعال سیاسی ایران‌خواه هشدار می‌دهد.— حزب پان ایرانیست

### بازداشت در ۱۴۰۱
در جریان خیزش ۱۴۰۱ ایران، آرش کیخسروی در روز ۸ آبان توسط نیروهای امنیتی در تهران بازداشت شد. به گزارش آزیتا کیخسروی خواهر این وکیل دادگستری، بازداشت وی با تفتیش منزل و ضبط برخی لوازم شخصیش همراه بود. تاکنون از دلایل بازداشت و محل نگهداری وی اطلاعی در دست نیست.